# Klávesový akordeon

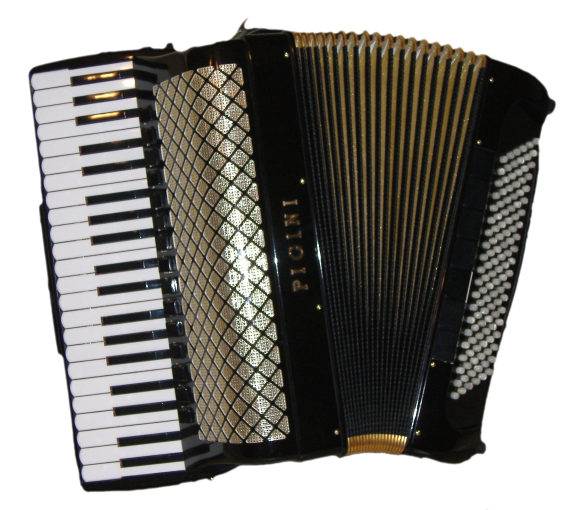
Klávesový akordeon

Klávesový akordeon (nebo též tahací harmonika) je hudební nástroj, jehož zdrojem zvuku jsou kovové jazýčky, které rozechvívá proud vzduchu vznikající pohybem měchu. Nástroj se ovládá pomocí dvou skupin kláves. Jedno z nich jsou klapky, druhou klávesy s rozsahem dvě až tři oktávy.